# Buddleja subcapitata
Buddleja subcapitata är en flenörtsväxtart som beskrevs av E.D.Liu och H.Peng. Buddleja subcapitata ingår i släktet buddlejor, och familjen flenörtsväxter. Inga underarter finns listade i Catalogue of Life.